# Трофимов, Михаил Александрович (тренер)
Михаи́л Алекса́ндрович Трофи́мов (р. 25 июля 1965) — российский тренер и судья по гиревому спорту и армспорту. Судья международной категории по гиревому спорту. Вице-президент Всероссийской федерации гиревого спорта, председатель Федерации гиревого спорта Калужской области. Тренер детско-юношеской спортивной школы «Держава».

## Биография
Михаил Трофимов родился 25 июля 1965 года.
Тренер детско-юношеской спортивной школы «Держава».
Ученики Михаила Трофимова в гиревом спорте — неоднократные победители и призёры открытых Кубков России, Европы и мира; судьи всероссийской и международной квалификаций.
По состоянию на 2012 год Михаилом Трофимовым было подготовлено 9 мастеров спорта и около 50 кандидатов в мастера спорта. Трофимов применяет инновационные подходы к тренировочному процессу разных групп спортсменов — в спорте высших достижений и в массовом любительском спорте. Создал собственную систему подготовки спортсменов разных возрастных групп от 10 до 47 лет и привлёк к занятиям спортом родителей учеников.
Вице-президент Всероссийской федерации гиревого спорта, председатель Федерации гиревого спорта Калужской области.
Тренер сборной Обнинска по армспорту.

## Награды и звания
- Стипендия губернатора Калужской области (2011)[2]
- Человек года Обнинска в номинации «Спорт» (2009)[1]

## Известные ученики
- Наталья Барбакова (р. 1984) — победитель (2011) и серебряный призёр (2009) Кубка Европы по гиревому спорту[5].